# 汪家乡 (万年县)
汪家乡，是中华人民共和国江西省上饶市万年县下辖的一个乡镇级行政单位。

## 行政区划
汪家乡下辖以下地区：
新华村、坑边村、山下村、万和村、岩山村、新建村、昌港村和新乐村。